# 12421 Zhenya
12421 Zhenya eller 1995 UH5 är en asteroid i huvudbältet som upptäcktes den 16 oktober 1995 av den ryska astronomen Timur V. Krjačko vid Engelhardt-observatoriet. Den är uppkallad efter kemisten Eugenia Krysina.
Asteroiden har en diameter på ungefär 8 kilometer och den tillhör asteroidgruppen Sulamitis.